# 일본 원자력규제위원회
원자력규제위원회(일본어: 原子力規制委員会 겐시료쿠키세이인카이[*], Nuclear Regulation Authority, 약칭: NRA)은 일본의 행정기관이다.

## 설치 근거 및 소관 업무

### 설치 근거
- 환경성설치법 제13조
- 원자력규제위원회설치법 제2조

### 소관 업무
- 국민의 생명, 건강 및 재산의 보호, 환경의 확보
- 일본의 안전보장에 이바지하기 위한 원자력 이용에 대한 안전의 확보

## 연혁
- 2012년(헤이세이 24년) 9월 19일: 원자력규제위원회를 설치.

## 조직

### 간부
- 위원장 1인
- 위원 4인

### 원자력규제청

#### 장관관방
- 총무과
- 인사과
- 기술기반과
- 원자력재해대책·핵물질방호과
- 감시정보과
- 방사선대책·보장조치과

#### 원자력규제부
- 원자력규제기획과

### 심의회
- 원자로안전전문심사회
- 핵연료안전전문심사회
- 방사선심의회

### 시설등기관
- 원자력안전인재육성센터

## 같이 보기
- 원자력규제위원회 위원장
- 원자력규제청 장관
- 원자력규제청 차장
- 대한민국 원자력안전위원회